# Terrasa Borozdchataja
Koordinaten: 73° 7′ S, 61° 15′ O
Die Terrasa Borozdchataja (englische Transkription von russisch Терраса Бороздчатая Terrassa Borosdtschataja, deutsch ‚Gerfurchte Terrasse‘) ist eine Terrasse im ostantarktischen Mac-Robertson-Land. In den Prince Charles Mountains liegt sie unmittelbar östlich des Humphreys Ridge.
Russische Wissenschaftler benannten sie deskriptiv.